# Тихомир Титизов
Тихомир Титизов (на македонска литературна норма: Тихомир Титизов) е балетист и балетен критик в Република Македония, сред основоположниците на балетното изкуство в страната.

## Биография
Роден е в Скопие през 1934 г. Започва да се занимава с балет, като играе в първите балетни представления на сцената на Македонския народен театър - „Бахчисарайски фонтан“ на Борис Асафиев, „Франческа да Римини“ на Пьотър Чайковски, „Болеро“ на Морис Равел, „Копелия“ на Лео Делиб, „Половецки лагер“ на Александър Бородин, „Македонска повест“ на Глигор Смокварски и други. Отказва се от танците и пръв в страната започва да се занимава с балетна критика. Със строгите си критерии и особен афинитет към класическия балет Титизов е сред най-дългогодишните и най-сериозни критици в Република Македония.
Умира в Скопие през 2007 година.